# Gaststätte

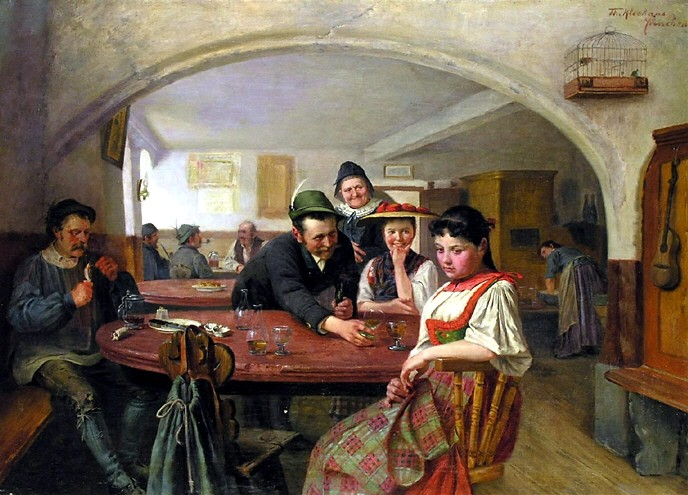
Theodor Kleehaas: In der Wirtsstube (19./20. Jh.)

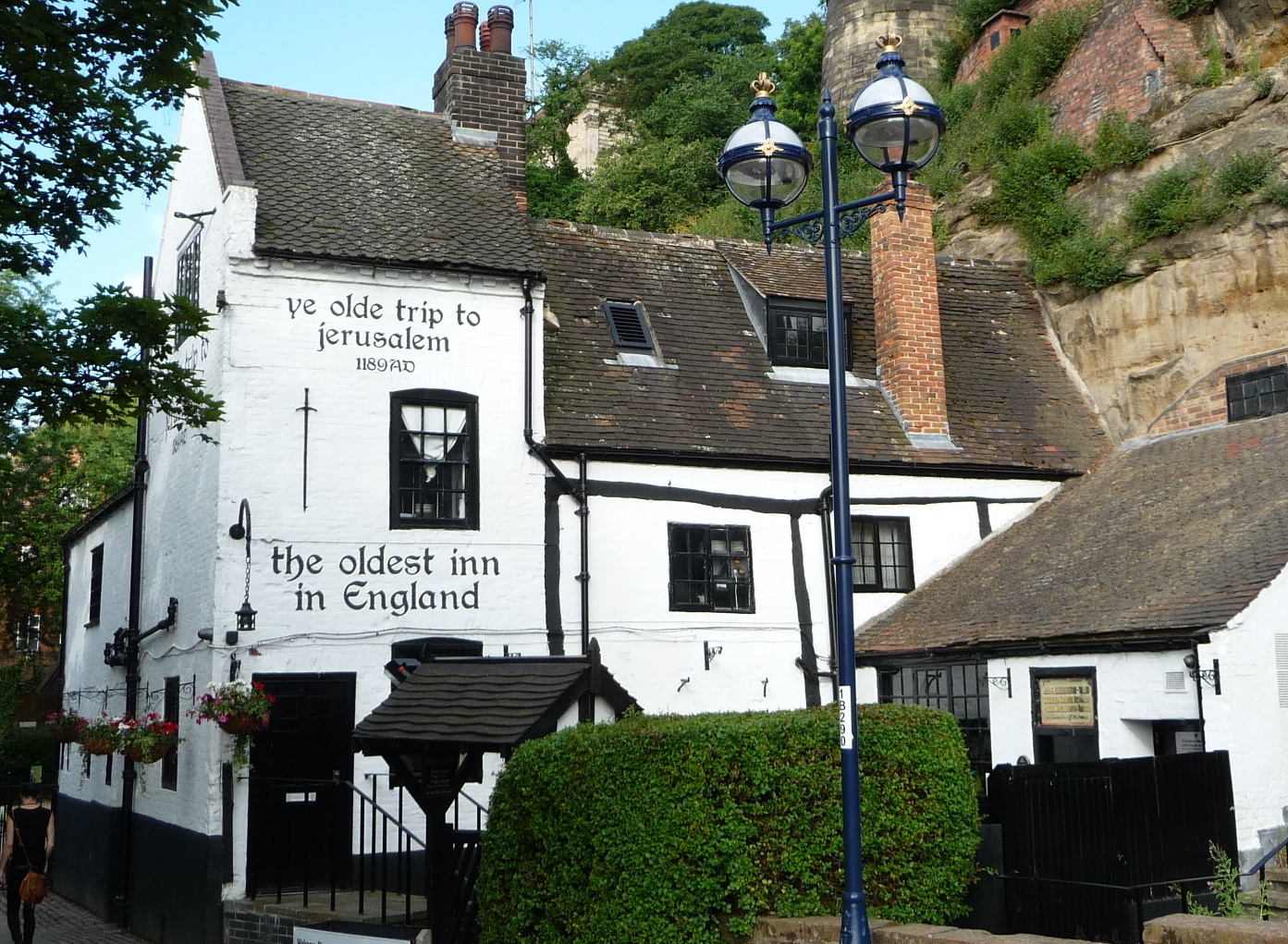
Pub Ye Olde Trip to Jerusalem in Nottingham, soll seit 1189 existieren

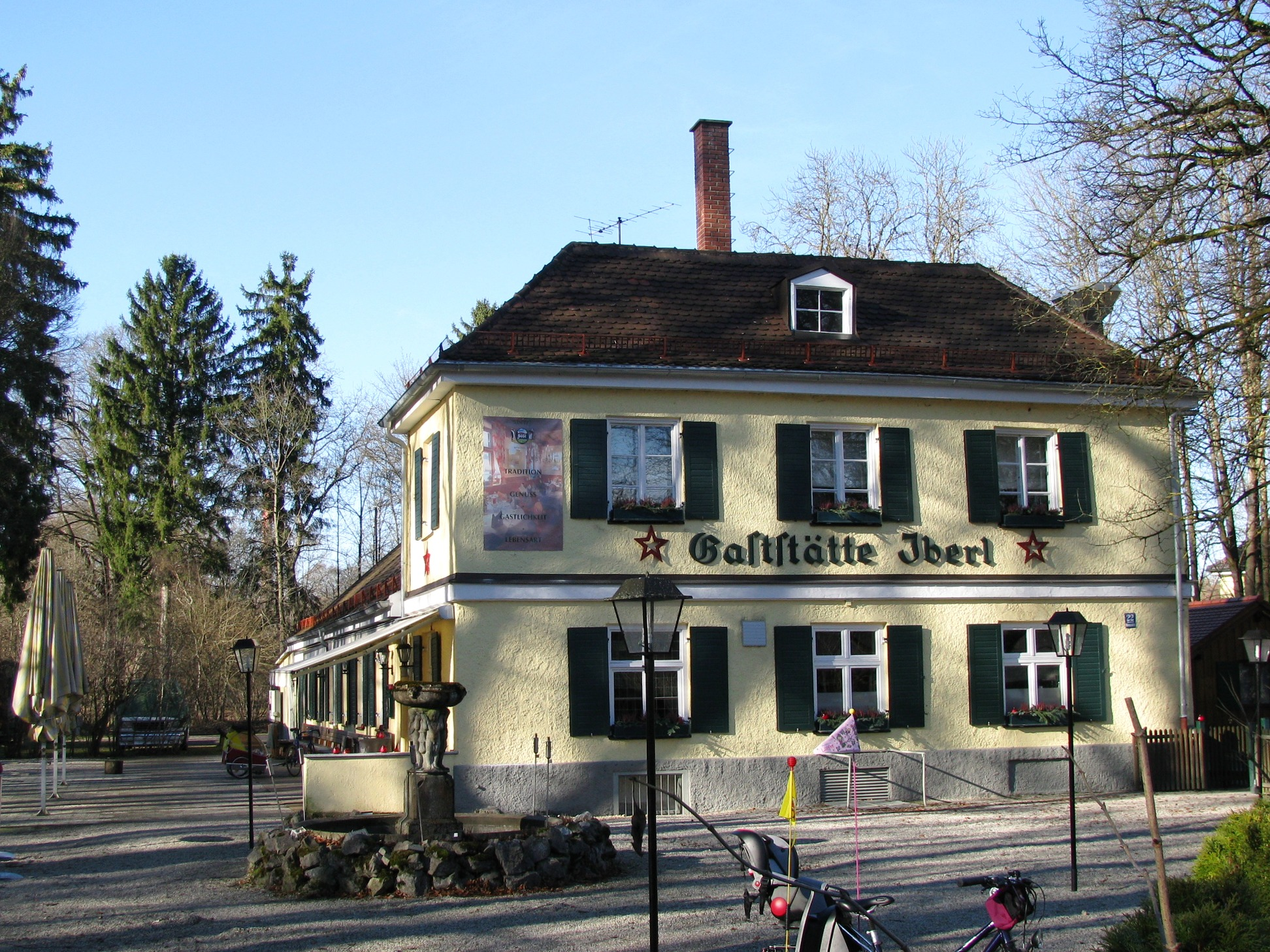
Gaststätte Iberl in München

Eine Gaststätte, auch Gasthaus, Gasthof, Lokal, Wirtshaus, Gastwirtschaft, Wirtschaft, Kneipe oder Schänke, ist ein Betrieb im Gastgewerbe, in dem Getränke und Speisen zum sofortigen Verzehr verkauft werden und der dafür eine Aufenthaltsmöglichkeit bietet. Für den Aufenthalt der Gäste verfügt die Gaststätte über einen oder mehrere Gasträume (auch Wirtsstuben) sowie teilweise auch über einen Gastgarten (auch Biergarten) oder eine Bar.
Neben Gastronomie wird manchmal auch Beherbergung (Gastzimmer) angeboten; die Erscheinungsform ist regional unterschiedlich – teils werden einzelne Formen je nach dem Vorhandensein von Beherbergung namentlich unterschieden. Oft und vor allem im ländlichen Raum sind auch andere Gastbetriebsarten angeschlossen, etwa Räume für Festlichkeiten (Festsaal), Tanzlokale, oder eine sportliche Infrastruktur wie Kegelbahnen und Kinderspielplätze. Der Übergang zum gehobenen Hotel oder Restaurant ist fließend und regional unterschiedlich.
Aus Traditionsgründen kann es vorkommen, dass sich auch Betriebe mit der Einrichtung und Ausstattung erstklassiger Hotels und Restaurants als Gasthof oder Gasthaus bezeichnen. Gaststätten, in denen nicht das Essen und Trinken im Vordergrund steht, werden in Deutschland rechtlich als Vergnügungsstätten geführt. Eine Besonderheit stellen die Strauß- oder Besenwirtschaften dar, da sie lediglich saisonal über einen begrenzten Zeitraum geöffnet haben.

## Geschichte
In der Vergangenheit konnten auf der Gaststätte weitere Privilegien (Gerechtsame) wie das Recht zur Ausspanne, Schlacht- und Backrecht, Braurecht (Braugasthaus) liegen. Neben den immer mit dem Beherbergungsrecht ausgestatteten Fernreise-Gasthöfen (etwa Postkutschenstationen mit Ausspanne, Bewirtungs- und Beherbergungsrecht) gab es auch Betriebe, z. B. Brauschenkgüter, die nur zu Markttagen aus Kapazitätsgründen zusätzlich ein Beherbergungsrecht zugesprochen bekamen.
In Deutschland bezeichnet man Gaststätten mit Beherbergung oft als Gasthaus, wenn es auch Unterstellmöglichkeiten für Pferde und Wagen oder heutzutage für Kraftfahrzeuge der Reisenden gibt, nennt man sie Gasthof. In ländlichen Regionen Norddeutschlands wird das Gasthaus Dorfkrug oder Krog genannt, in Sachsen Erbgericht, in der Oberlausitz und in Schlesien Kretscham, früher vor allem in Studentenkreisen Schänke bzw. Schenke – abgeleitet von Ausschank bzw. ausschenken. In ländlichen Regionen Süddeutschlands wurde das (meist als Einöde stehende) Gasthaus auch Klause genannt.

## Regionalformen

### Deutschland

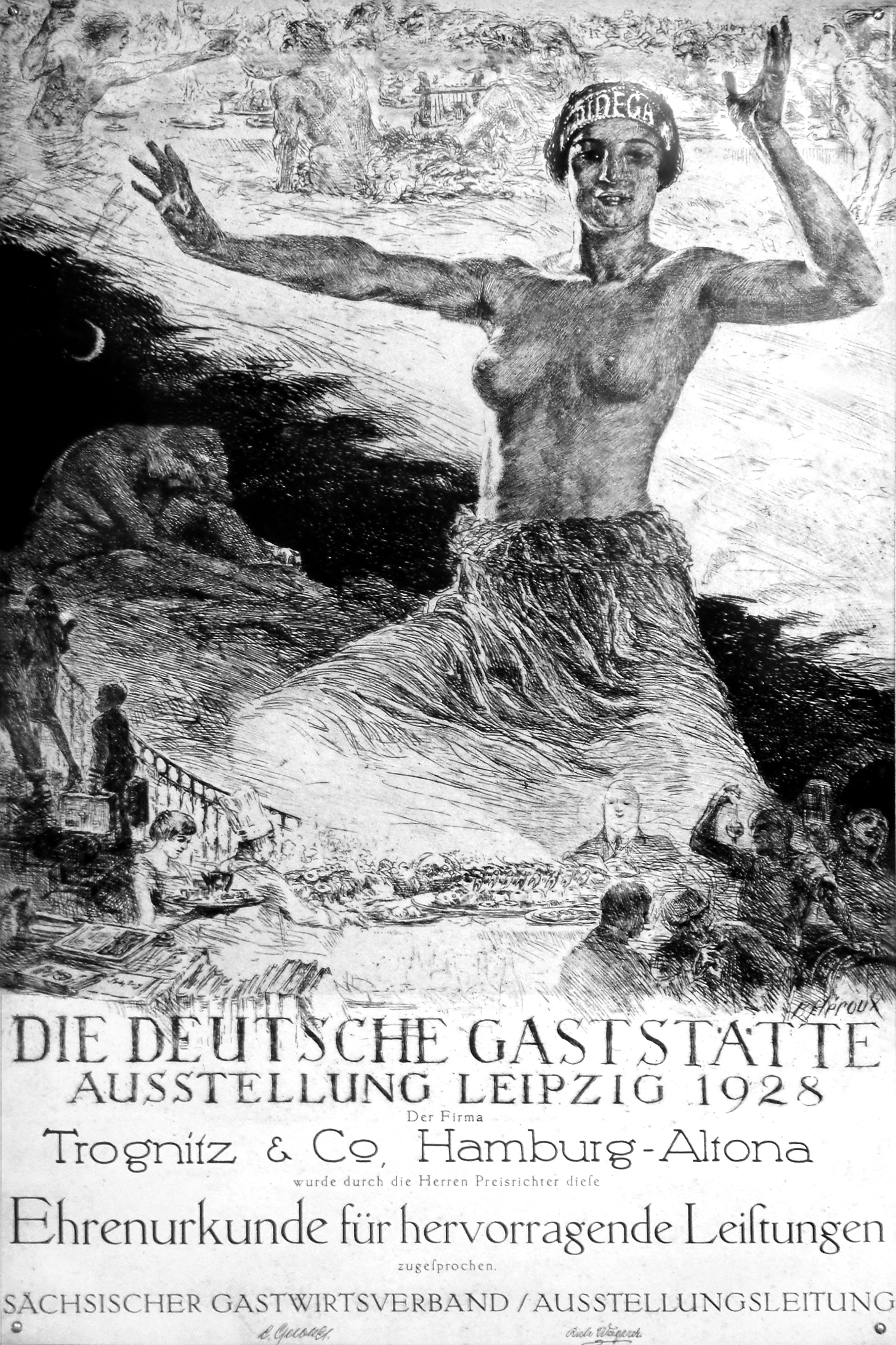
Werbeplakat für die Ausstellung DIDEGA (Die Deutsche Gaststätte) 1928 in Leipzig

Der Begriff „Gaststätte“ umfasst nach dem deutschen Gaststättengesetz die „Schankwirtschaft“ (das heißt, Getränke werden zum Verzehr an Ort und Stelle ausgeschenkt) und die „Speisewirtschaft“ (das heißt, zubereitete Speisen werden zum Verzehr an Ort und Stelle angeboten). Der Begriff ist also auf reine Gastronomie eingeschränkt.
Im baurechtlichen Sinne ist eine Gaststätte immer als solche zu behandeln, wenn sie
- außerhalb der geltenden Ladenschlusszeiten geöffnet hat,
- auf mindestens der Hälfte der Verkaufsfläche eine Verzehrmöglichkeit von Speisen und/oder Getränken bietet.

Dementsprechend muss eine solche Gaststätte die Gaststättenverordnung einhalten.
Verwaltungsverfahren
Jede Gaststätte muss dem lokalen Ordnungs- oder Gewerbeamt gemeldet werden. Das Gesetz unterscheidet zwischen Anzeige- und Erlaubnispflicht. Jeder Gewerbebetrieb (ein Begriff, der auch die Gaststätte umfasst) ist nach § 14 GewO mindestens anzeigepflichtig.
Die lokalen Behörden können nach § 5 GastG Anordnungen treffen und nach § 31 GastG in Verbindung mit § 35 GewO den Betrieb nach einer Prüfung untersagen.
Für den Betrieb einer erlaubnispflichtigen Gaststätte muss eine Erlaubnis nach dem Gaststättengesetz (eine Gaststättenkonzession) vorliegen. Sie wird erteilt, wenn die gesetzlichen Voraussetzungen an die Räume erfüllt sind und dem Betreiber die Eigenschaft der Zuverlässigkeit nicht abgesprochen wurde. Die Anforderungen, zum Beispiel das Vorhandensein einer Toilette mit bestimmter Beckenanzahl, ergeben sich aus den jeweiligen landesrechtlichen Gaststättenverordnungen. Weiterhin muss die Gaststätte so gelegen sein, dass von ihr keine unzumutbaren Belästigungen für die Nachbarschaft ausgehen. Das ist den jeweiligen Vorschriften des im Gebiet gültigen Bebauungsplans zu entnehmen. Beispielsweise ist eine Gaststätte in einem reinen Wohngebiet (WR) nicht zulässig, in einem allgemeinen Wohngebiet (WA) dagegen schon.
Die Erlaubnis kann mit Nebenbestimmungen, insbesondere Auflagen, verbunden sein, zum Beispiel, dass für lärmschützende Maßnahmen zu sorgen ist. Die Konzession gilt für eine bestimmte Betriebsart (zum Beispiel Diskothek, Schankwirtschaft, Speisewirtschaft), für bestimmte Räumlichkeiten und für eine bestimmte Person (Gastwirt).
Vor und während des Besitzes einer Erlaubnis muss der Betreiber alle gesetzlichen Verpflichtungen einhalten. Dies betrifft besonders die Vorschriften zur Verwendung und Verarbeitung von Lebensmitteln, die Vorschriften des Arbeitsrechts, des Jugendschutzes, das Glücksspielgesetz (bei Vorhandensein von Automaten mit Geldeinsätzen) und das Datenschutzrecht sowie das Telemediengesetz, sofern eine Internetseite angeboten wird.
Vor, während und nach dem Betrieb können das Ordnungsamt und die Polizei Kontrollen vor Ort durchführen. Die Nichteinhaltung von gesetzlichen Bestimmungen kann eine Ordnungswidrigkeit oder eine Straftat darstellen und bei mehrfacher Feststellung zum Entzug der Zuverlässigkeit des Betreibers führen.

### Österreich
In Österreich werden als Betriebsart gemäß § 111 Abs 5 Gewerbeordnung die Gastgewerbebetriebe „Gasthof“ und „Gasthaus“ unterschieden.
- „Gasthöfe“ sind Gastgewerbebetriebe, bei denen sowohl die Beherbergung von Gästen gegenüber Speisenverabreichung und Getränkeausschank überwiegen kann als auch umgekehrt. Vom Hotel unterscheidet sich der Gasthof in der Regel durch geringeren räumlichen Umfang, einfachere Ausstattung und Art der Verabreichung.
- „Gasthäuser“ sind Gastgewerbebetriebe, die in erster Linie der Einnahme von Mahlzeiten dienen. Hinsichtlich Ausstattung der Betriebsräume, Umfang und Art des Angebotes an Speisen und Getränken, sowie Art der gesamten Betriebsführung erreichen sie in der Regel nicht den Standard eines Restaurants.

Für Gasthöfe wie Gasthäuser gilt eine Sperrstunde von 02.00 Uhr.
Diese Unterscheidung in gemischt Beherbergung/Gastronomie und vorrangig Gastronomie erstreckt sich auch auf einige Spezialformen:
- Im alpinen Raum ist die Bezeichnung „Alpengasthaus“ bzw. „Alpenwirtshaus“ für vorrangige Bewirtung üblich, während gehobene Schutzhütten mit Übernachtung als „Alpengasthof/Alpenhotel“ geführt werden (das entspricht der Hüttenkategorie III der Alpenvereine).[8]

In der Praxis wird aber kaum unterschieden, ob eine Gastwirtschaft auch Zimmer anbietet, oder welches Niveau sie hat – dies ist etwa aus dem Namen des Hauses nicht ableitbar. Auch fallen Häuser mit weniger als 10 Betten, solange die Bewirtung im Haus und familiäreren Kreis bleibt, als Neben-Kleingewerbe nicht unter die Fachmaterie „Beherbergung“ im speziellen Sinne.

## Ältestes Gasthaus
Den Titel für Mitteleuropa nimmt der Stiftskeller des Klosters St. Peter in Salzburg (erstmals 803 urkundlich erwähnt) für sich in Anspruch. Das Guinness-Buch der Rekorde führt die seit 1658 bestehende Gaststätte Röhrl in Eilsbrunn bei Regensburg als „ältestes durchgehend geöffnetes Gasthaus der Welt“. Als „ältestes Gasthaus Deutschlands“ sehen sich auch die Traditionsgaststätten Zum Riesen in Miltenberg, Zum roten Bären in Freiburg im Breisgau und die Herberge zum Löwen in Seelbach-Schönberg.
Auch in England (speziell in Nottingham) gibt es mehrere alte Pubs, darunter das in den Fels gehauene Ye Olde Trip to Jerusalem Inn, das angeblich noch aus der Zeit der Kreuzzüge stammt. Zwei andere Pubs namens Ye Olde Salutation Inn (ursprünglich The Archangel Gabriel Salutes the Virgin Mary) und Bell Inn behaupten hingegen beide, die ältesten Pubs in Nottingham zu sein, obwohl ihre heutige Bausubstanz dem 16./17. Jahrhundert entstammt.

## Architektonische Besonderheiten
In Florenz (Toskana) gibt es seit dem 17. Jahrhundert nur in Adelspalästen sogenannte Weinfenster (Weinlöcher, italienisch buchette del vino), von denen heute noch 180 erhalten sind. Es handelt sich um an der Straßenseite niedrig angebrachte, kleine Wandöffnungen, die im Erdgeschoss mit dem Keller verbunden waren. Durch die Wandöffnung wurden vom Hausdiener zu bestimmten Tageszeiten diskret Weinflaschen verkauft. Ökonomischer Hintergrund war die Umgehung des besteuerten Gaststättenverkaufs durch die Palastbesitzer und Weingüterbesitzer.
Während der Covid-Pandemie 2020 wurden viele der buchette del vino (an unterdessen zu Gasthäusern umgenutzten Bauten) wiederentdeckt und geöffnet, um den zahlenden Gästen ohne großes Ansteckungsrisiko alkoholische Getränke und Speise zu reichen. In diesem Zusammenhang kam die Erklärung auf, dass bereits die alten Weinfenster das Ansteckungsrisiko während der Zeit der Großen Pest mindern sollten.
Eine ähnliche Konstruktion des Ausschankfensters (wenn auch in anderem Kontext) weist die Gassenschänke auf.